# اختلال تبدیلی
اختلال تبدیلی (به انگلیسی: conversion disorder) یا اختلال نشانگان عصب‌شناختی کارکردی (به انگلیسی: functional neurological symptom disorder) در پنجمین ویرایش راهنمای تشخیصی و آماری اختلال‌های روانی (دی‌اس‌ام-۵) عبارت است از مجموعه علائم یا نقص‌هایی که عملکردهای اختیاری دستگاه حرکتی یا دستگاه حسی را تحت تأثیر قرار می‌دهند به شکلی که شبیه به یک اختلال جسمی خاص هستند، اما به نظر می‌رسد این علائم تحت تأثیر عوامل روانشناختی باشند زیرا عوامل استرس‌زا یا تعارضات مقدم بر این علائم هستند و به دنبال آنها ایجاد می‌شوند.

واکنش تبدیلی به از دست دادن یا تغییر در عملکرد حسی یا حرکتی به‌طور ناگهانی و
گذرا گفته می‌شود. نشانه‌های اصلی آن مثل علائم عصبی است. علائم حرکتی این اختلال شامل فلج، راه رفتن
به صورت غیرطبیعی، اختلال در صحبت کردن یا حمله‌های تشنج (تشنج کاذب) و علائم حسی (نارسایی‌های عصبی) مانند ناشنوایی ناگهانی، از دست دادن بینایی به‌طور ناگهانی یا بی‌حسی بدن می‌باشند. هم چنین اختلال در سطح هوشیاری مانند از دست دادن حافظه و حمله‌های غش نشانه‌های
غیرعصبی این اختلال هستند.

## شیوع
شیوع این اختلال در جمعیت عمومی بین ۱۱ در ۱۰۰ هزار نفر تا ۳۰۰ در ۱۰۰ هزار نفر متغیر است. حدود ۱–۹٪ از علائم عصبی در جمعیت عمومی، اختلال تبدیلی است. این اختلال در بین زنان شایع تر بوده (با نسبت ۲ به ۱) و در بین کودکان با نسبت ۱۰ به ۱ در دخترها شایع تر است. علائم در زنان در سمت چپ بدن شایع تر می‌باشد. علائم بیشتر در اواسط دههٔ سوم زندگی بروز پیدا کرده و علی‌رغم شیوع نسبی این اختلال، تشخیص آن دشوار به نظر می‌رسد.

## تاریخچه
هیستریا که از کلمه یونانی (hysteria) یا رحم گرفته شده‌است به مهاجرت ناخواسته عضو به مکان‌های بالاتر گفته می‌شود. در قرن‌های گذشته این علائم را نشانه‌هایی از تأثیر شیطان می‌دانسته‌اند که این مفهوم اخلاقی باعث تأخیر در بحث‌های پزشکی در این زمینه شد. در دوران رنسانس این مفهوم مجدداً به علم پزشکی بازگشت و پزشکان آن را به عنوان اختلال جسمی در نظر می‌گرفتند که در آن ارتباطی میان رحم و مغز وجود دارد. در اواسط قرن نوزده، بیریکه توصیف بالینی از علائم جسمی که بر زنان جوان اثر می‌گذارد ارائه داد و آن را هیستریا نام نهاد و علت این اختلال را در مغز عنوان کرد. شارکو مدل کلاسیکی از اختلال با نام بحران هیستریک بزرگ (به فرانسوی: La grande crise hystérique) را توضیح داد و فازهای (پرودرومال)، (اپی لپتوئید)، (ترانس) و (ترمینال) را مشخص نمود. پیروان شارکو مانند بابینسکی، ژانت و فروید هم نقش عوامل روانشناختی را ارجح می‌دانستند. تا زمانی که فروید تئوری روان پویشی خود را ارائه کرد، پینل، سیدنهام، مسمر، توماس ویلیس و آراسلوس عقیده بر منشأ روانشناختی هیستریا داشتند.

بروئر و فروید به همراه هم، اولین مورد از واکنش تبدیلی را گزارش کردند. (مورد Ana O). آنان بر این عقیده بودند که علائم اختلال تبدیلی نشانه ای از فشارهای هیجانی و کشمکش‌های واپس رانده شده به ناخودآگاه می‌باشند که به شکل علائم بدنی غیرقابل توضیح ظاهر می‌شوند. فروید نام این فرایند را پذیرندگی بدنی (به انگلیسی: Somatic compliance) یا تبدیل (به انگلیسی: conversion) گذاشت و به این ترتیب مفهوم واکنش تبدیلی و گفتار درمانی (به انگلیسی: Talking cure) ایجاد شدند.

## اختلالات همراه
اختلالات همراه می‌توانند کلید رمزگشایی این باشند که بیمار در حال تجربه علائم تبدیلی یا اختلال تبدیلی است. در یک مطالعه همراهی این اختلال با سایر اختلالات روان‌پزشکی ۸۹٪ گزارش شده‌است. در مطالعه دیگری ۴۷٫۷٪ همراهی این اختلال با نوعی از اختلال تجزیه‌ای وجود داشت. شایعترین همراهی‌های دیده شده شامل: اختلال جسمانی سازی تمایز نیافته، اختلال اضطراب فراگیر، اختلال افسرده خویی، اختلال هراس ساده، اختلال وسواسی جبری، اختلال افسردگی عمده، اختلال شخصیت مرزی، سابقه سوءاستفاده جنسی یا احساسی در کودکی، سابقه نادیده گرفته شدن و اقدام به خودکشی می‌باشند. سایر اختلال‌های شخصیت نیز به صورت شایعی با این اختلال همراهی دارند، به خصوص اختلال شخصیت نمایشی در ۵–۲۱٪ از بیماران و اختلال شخصیت وابسته-منفعل در ۹–۴۰٪ از بیماران مشاهده شده‌است.

## عوامل ایجادکننده
اختلال تبدیلی عمدتاً به تعارض‌های روانشناختی و عوامل استرس زا نسبت داده شده‌است. بیماری که در حال تجربهٔ علائم تبدیلی می‌باشد در حال چالش و مبارزه با استرس خود به صورت علائم فیزیکی است که منجر به کاهش اضطراب وی می‌شود، بنابراین بیشتر نظریه‌ها دربارهٔ علت ایجادکننده اختلال تبدیلی بر مبنای نظریه فروید مبنی‌بر سرکوب و اجتناب به عنوان مکانیسم‌های دفاعی ناخودآگاه در برابر وقایع آسیب زا پایه‌گذاری شده‌است. غالباً علائم بازتابی از شرایط طبی است که خود بیمار یا اطرافیان وی قبلاً تجربه کرده‌اند. مکانیسم دقیق ایجاد این اختلال به خوبی شناخته نشده و در حال حاضر اساس درمان نمی‌باشد. اگرچه تصویربرداری‌های عملکردی از مغز پیشنهاد می‌کنند که مدارهای عصبی مربوط به قدرت اراده، حرکت و در این اختلال مختل شده‌اند.

به‌طور کلی می‌توان عوامل ایجادکننده را براساس الگوریتم زیر تقسیم‌بندی نمود:
عوامل خانوادگی و فرهنگی اجتماعی در کنار استرس‌های زندگی و سابقهٔ سوءاستفاده که منجر به سرکوب بیان
احساسات می‌شوند. مشکلات شناختی و ارتباطی نیز در کنار عوامل ژنتیکی، نوروشیمیایی، هورمونی و اختلال استرس
پس از سانحه به علاوه علائم تجزیه ای باعث ایجاد نقص در پردازش هیجانی وقایع می‌شود (اختلال در یکپارچه سازی
اطلاعات بین دو شبکه لیمبیک و حسی حرکتی رخ می‌دهد). تمام موارد گفته شده به علاوه سایر اختلالات روان‌پزشکی
همراه منجر به کوچک شمردن فاکتورهای روانشناختی و منبع خارجی کنترل می‌شوند که در نهایت ایجادکنندهٔ علایم
تبدیلی هستند.

## تشخیص
ویژگی این اختلال وجود یک یا چند علامت یا نارسایی در سیستم حرکتی ارادی یا حسی می‌باشد که یک اختلال پزشکی یا عصبی را عنوان می‌کند، اما بعد از ارزیابی‌های دقیق، با یک اختلال عصبی یا پزشکی یا اثر مستقیم مصرف مواد توجیه پذیر نمی‌باشد ولی از آنجا که شروع یا بدتر شدن این علائم، بعد از فشارهای روانی خود را نشان می‌دهند، علامت مورد نظر به عوامل روانشناختی مرتبط دانسته شده‌است. برای تشخیص لازم است بیمار علائم را عمداً و آگاهانه و برای رسیدن به سود ثانویه ایجاد نکرده باشد. با این توصیف پزشک چالشی تشخیصی در برابر خود دارد: آیا این علائم ناشی از یک زمینه پزشکی-عصبی هستند یا صرفاً به علت عوامل استرس آور روانشناختی به وجود آمده‌اند؟ آیا بیمار واقعاً این علائم را دارد یا به نیت فریب دادن اطرافیان وانمود به داشتن آنها می‌کند؟ تشخیص اختلال نیازمند برقراری ارتباط بین علائم عصبی و فاکتورهای روانشناختی است اگرچه لازم است تشخیص‌های تمارض و اختلال ساختگی رد شوند. همچنین علائم مربوط به درد، علائم اختلال عملکرد جنسی که در اختلال جسمانی سازی رخ می‌دهند ردکننده اختلال تبدیلی می‌باشند. لازم است ذکر شود که ۲۵–۵۰٪ بیمارانی که این تشخیص را می‌گیرند سرانجام مبتلا به یک اختلال پزشکی یا عصبی غیرمرتبط با روان‌پزشکی تشخیص داده می‌شوند که این مورد توجیه کننده علائم قبلی آنان می‌باشد.

## ویژگی‌های بالینی
علائم حسی: در اختلال تبدیلی بی‌حسی یا گزگز و مورمور شدن اندام‌های انتهایی شایع هستند. تمام مدالیته‌های عصبی
می‌توانند درگیر باشند و معمولاً الگوی ایجاد علائم مطابق با هیچ‌کدام از اختلال‌های عصبی نیست؛ به عنوان مثال
ممکن است پزشکان علائم بی‌حسی دستکش و جوراب یا بی‌حسی نیمهٔ بدن را مشاهده کنند. همچنین این اختلال می
تواند شامل علائم کری، کوری یا دید تونلی باشد که می‌توانند یک طرفه یا دو طرفه باشند. نتیجه ارزیابی این علائم حاکی
از سالم بودن مسیرهای عصبی است.

علائم حرکتی: این علائم شامل حرکات غیرطبیعی، اختلال راه رفتن، ضعف، فلج، لرزش ریتمیک و واضح، حرکات کره
ای شکل و حرکات ناگهانی پرشی می‌باشد. این علائم معمولاً با توجه به آنها بدتر می‌شوند. یک نوع از اختلال ناایستی-بدگامی (به یونانی: atasia-abasia) نام دارد که با موارد زیر مشخص می‌شود: اختلال راه رفتن به صورت تلو تلو خوردن همراه با
حرکات نامنظم و پرشی تنه و حرکات موج‌دار بازوها است. بیماران با این علائم ندرتاً زمین‌می‌خورند و در صورت
افتادن نیز آسیب نمی‌بینند. سایر علائم حرکتی شامل فلج و ضعف یک دو یا هر چهار اندام می‌باشد. الگوی توزیع علائم
منطبق بر مسیرهای سیستم عصبی نیست، اگرچه رفلکس‌ها نرمال است. فاسیکولاسیون و تحلیل عضلات وجود ندارد و نوار
عصب عضله نیز نرمال است.
علائم تشنج: علامت دیگر اختلال تبدیلی تشنج کاذب است که افتراق آن از تشنج واضح صرفاً با مشاهده برای پزشکان
دشوار است. به علاوه یک سوم از بیماران با تشنج کاذب یک اختلال همراه دارند. گاز گرفتن زبان، بی‌اختیاری ادرار و
آسیب پس از افتادن در اختلال تشنج کاذب نیز اتفاق می‌افتند. اگرچه این علائم عموماً وجود ندارند. رفلکس‌های gag و
رفلکس مردمک نرمال هستند و افزایش پرولاکتین رخ نمی‌دهد.

### سایر ویژگی‌ها
- سود اولیه: این اختلال را می‌توان رد پای حافظهٔ پنهان شده‌ای از آسیب جنسی (واقعی یا تخیلی) دوران کودکی دانست که واپس زده شده ولی هم چنان باقی مانده‌است. در مراحل بعدی زندگی این واپس زدگی شکست می‌خورد اما هم چنان گسترش پیدا می‌کند. از این طریق بیمار به سود اولیه ای دست می‌یابد که منجر به دور ماندن این کشمکش‌های آسیب رسان از سطح آگاهی می‌شود.
- سود ثانویه: علائم این اختلال بعدها در جهت سازگاری فرد با محیط تداعی کننده تهدید آسیب رسان عمل می‌کنند و به این ترتیب سود ثانویه ای به بیمار می‌رسد.[۱۰]
- بی‌تفاوتی زیبا (به فرانسوی: la belle indifférence): این حالت به وضعیتی گفته می‌شود که بیمار نسبت به نقص خود به صورت نامتناسبی بی‌تفاوت است. حضور یا عدم وجود این علامت مشخصه اختلال تبدیلی نیست اما معمولاً با این اختلال همراهی دارد.
- همانندسازی: ممکن است بیماران ناخودآگاه علائم فردی را که برای وی اهمیت دارد تقلید کنند؛ مثلاً فرد داغدار علائم والد یا فردی که اخیراً فوت شده را به عنوان مدلی برای اختلال تبدیلی در طول سوگ عارضه دار تجربه می‌کند.[۱]

## تشخیص‌های افتراقی
با توجه به تعریف اختلال تبدیلی مبنی بر تقلید بیماری‌های عصبی، همهٔ بیماری‌های نورولوژیک می‌توانند
به عنوان تشخیص افتراقی آن مد نظر قرار گیرند. با این حال تعدادی از بیماری‌های نورولوژیک در تشخیص افتراقی از اهمیت بیشتری برخوردارند. در مواردی که بیماری تبدیلی به اختلال در سطح هوشیاری فرد منجر شده‌است، باید تشنج‌های کانونی پیچیده مانند موارد مربوط به لوب فرونتال را ارزیابی نمود. ممکن است تشنج‌ها
به صورت حرکات بدنی غیرمعمول، مثل حرکات لگنی به نمایش درآیند و دورهٔ پس از تشنجشان کوتاه باشد که در شرح حال بیان نشده که باعث می‌شود تشنج کاذب برای فرد مطرح شود. به علاوه حضور هم‌زمان تشنج‌های واقعی و
تشنج‌های کاذب در بعضی از افراد این مشکل تشخیصی را دوچندان می‌کند. در بیماری مالتیپل اسکلروزیس که بیشتر
زنان جوان را مبتلا می‌کند، احتمال دارد حملات به دنبال استرس‌های هیجانی ایجاد شوند. تظاهرات این بیماری متنوع است مانند اختلال در بینایی و سیستم تعادلی. پس این‌طور به نظر می‌رسد که اکثر ویژگی‌های ذکر شده می‌توانند بیانگر اختلال تبدیلی باشند. برخی از انواع غیرشایع میگرن مثل میگرن از نوع بازیلار که
در زنان جوان شایع تر است، می‌تواند به صورت علائم پیچیده بینایی، زبانی و سطح هوشیاری بروز نمایند. این
علائم به صورت حملات کوتاه مدتی هستند که گاهی تحت تأثیر عوامل استرس آور ایجاد
می‌شوند که ممکن است در صورت بی‌توجهی به ایجاد سردرد پس از حمله به عنوان اختلال تبدیلی در نظر گرفته شوند.
بعضی از اختلال‌های مخچه ای مانند موارد ناشی از مصرف مزمن الکل، بخش میانی مخچه را درگیر می‌سازند و بااختلال در راه رفتن خود را نشان می‌دهند. در این حالت ممکن است اندام‌ها آتاکسیک نباشند و تنها راه رفتن بیمار به شدت مختل شود و به علت عدم تناسب در راه رفتن بیمار با دیگر رفتارها ممکن است اختلال تبدیلی به عنوان یکی از تشخیص‌ها مطرح شود. در زوال عقل از نوع زوال عقل فرونتوتمپورال، اختلال حافظه شدیدی مشهود نیست و علائم بیشتر به صورت اختلال‌های شخصیتی و رفتاری هستند. این موارد باعث می‌شود اختلال‌های تبدیلی به عنوان تشخیص افتراقی مدنظر قرار گیرند.
اخذ شرح حال کامل، معاینه فیزیکی و عصبی دقیق و انجام بررسی‌های تشخیصی لازم مانند تصویربرداری مغزی، نوار مغزی و سایر بررسی‌های آزمایشگاهی به افتراق اختلال‌های یادشده از اختلال‌های تبدیلی کمک می‌کنند.

## پیش‌آگهی
اکثر بیماران در پیگیری سه ساله بهبود می‌یابند. طولانی شدن علائم، همبودی با سایر اختلال‌های روان‌پزشکی، وجود بیماری
های عصبی همزمان و وضعیت نامناسب زندگی قبل از شروع علائم، منجر به پیش آگهی بدتری می‌شوند. خطای تشخیصی در
مورد این اختلال باعث نگرانی می‌شود اما کاهش قابل توجه در تشخیص نادرست این اختلال به وجود آمده‌است. (از ۲۹٪ در
دههٔ ۱۹۵۰ به ۴٪ در دهه۱۹۹۰)
آمار ارائه شده جدا از سن و جنسیت و نتیجه علائم هستند.

## درمان
هیپنوز: تعداد محدودی گزارش از درمان اختلال تبدیلی یا این روش وجود دارد.
رواندرمانی: هستهٔ اصلی درمان اختلال تبدیلی رواندرمانی با هدف روشن کردن ریشه‌های هیجانی علائم می‌باشد. به
نظر می‌رسد رویکرد چندرشته ای و چندزمینه ای برای بازتوانی این بیماران مفیدتر باشد. اگرچه اطلاعات بر مبنای
شواهد هنوز برای این درمان‌ها محدود است اما روش‌های روانکاوی، درمان شناختی رفتاری و خانواده درمانی
موفق بوده‌اند.
درمان‌های دارویی: اطلاعات در مورد درمان دارویی این اختلال در حد گزارش بوده‌است اما مواردی از موفقیت درمانی
با داروهای هالوپریدول و TCAs و ECT گزارش شده‌است. این گزارش‌ها نشان دهندهٔ اهمیت غربالگری اختلالات
روان‌پزشکی همراه با اختلال تبدیلی است.